# Vålåstugan

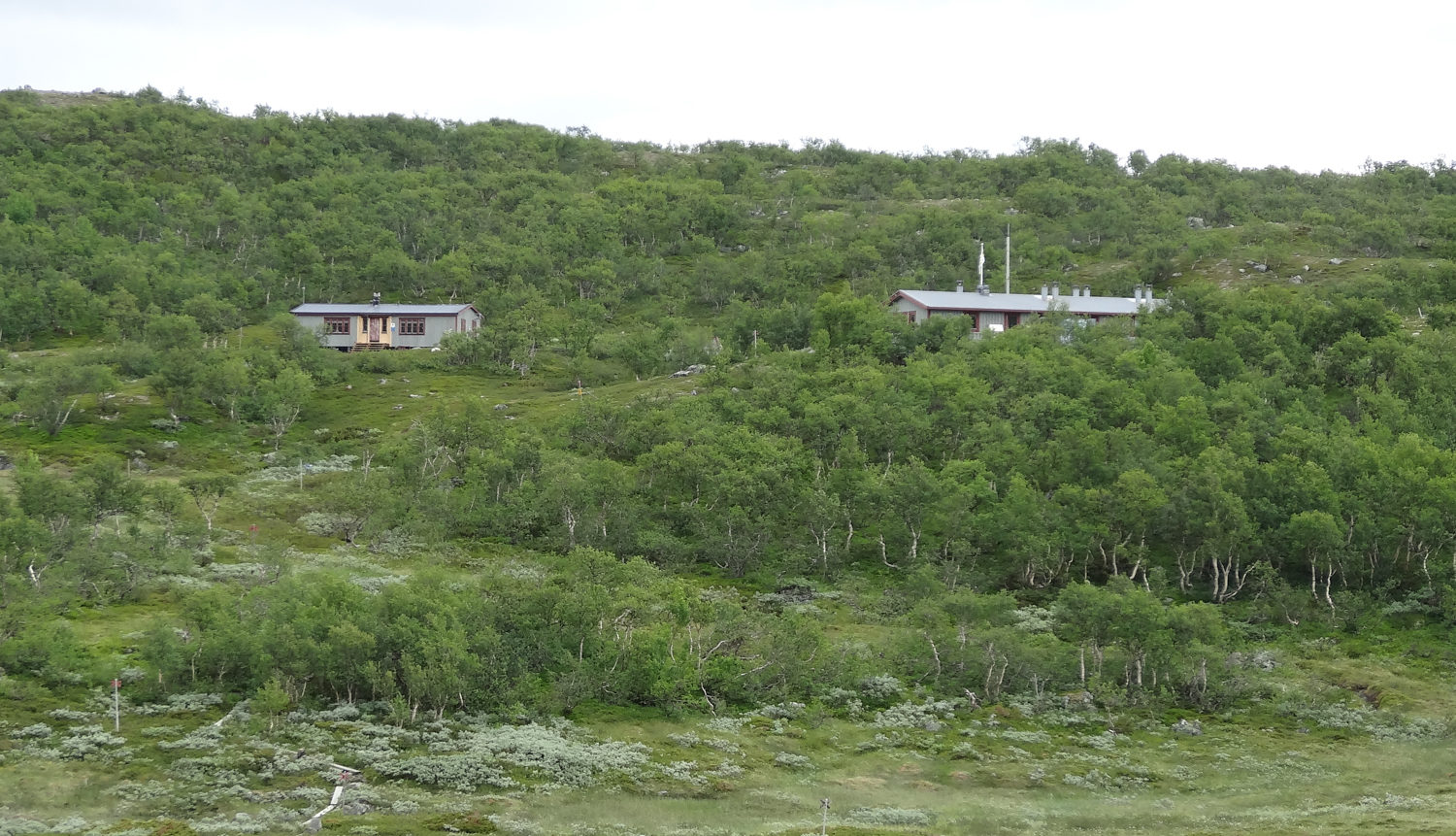
Vålåstugan

Vålåstugan är en fjällstuga i Vålådalens naturreservat som drivs av Svenska turistföreningen. Stugan ligger nordväst om Lunndörrsfjällen och öster om Härjångsfjällen. De närmaste fjälltopparna är Vålåvalen och Gruvsmällen

## Stugplatsen
Stugplatsen ligger på gränsen mellan kalfjället och fjällbjörkskogen. Storstugan är en korridorstuga med 24 bäddar i sex 4-bäddsrum. Ett av rummen utgör butik med ett brett sortiment av livsmedel, drycker, godis och hygienartiklar.
Gamla stugan har två gästrum med totalt 20 bäddar. Båda gästrummen har kök och vedeldad kamin. In anslutning till resp kök finns två sovalkover. Ena köket utgör hundrum och säkerhetsrum inkl nödtelefon. Bakom stugan finns plats för ett flertal hundspann.

## Vandringsleder
Från Vålåstugan går vandringsleder åt fem håll
Vålådalen, Lunndörrsstugan, Helags fjällstation, Gåsenstugan och Stensdalsstugan